# Janko Hunjadi
Janko Hunjadi, grof Bistrički (mađ. Hunyadi János; rum. Iancu/Ioan de Hunedoara; lat. Ioannes Corvinus; 1387. – Zemun, 11. kolovoza 1456.), bio je tamiški župan, severinski ban, vojvoda Erdelja (od 1441.), kapetan Beograda (1444. – 1446.) i regent (1446. – 1453.) Hrvatsko-ugarskog kraljevstva. Otac je Matije Korvina, jednog od najmoćnijih hrvatsko-ugarskih kraljeva. U narodnoj tradicijskoj baštini poznat je kao Janko Sibinjanin. Zbog viteških pobjeda nad osmanskom vojskom narod i danas o njemu kazuje epske pjesme i pripovijeda priče. Put od Vitine do Lovreća kao i cijelu slivanjsku dolinu narod naziva Jankov put. Put od Vitine do Vida nazvan je Sekulan, prema Jankovom nećaku.

## Podrijetlo
Hunyadi [Hu'ńαdi], János (Ivan, Janko)se rodio u plemićkoj obitelji 1387. ili 1407. godine u današnjem rumunjskom okrugu Turnu Severin (mađ. Szörény). Prema nekim izvorima rodio se u Erdelju. Otac mu se zvao Vojk ili Vajk i bio je sin banatskog kneza. Majka mu je bila Elizabeta (mađ. Erzsébet Morzsinay; rum. Elisabeta Mărgean), i bila je kći vlaškog plemića iz Hunjada za koga se smatralo da je u rodu s obitelji Morzsinay. Jankova žena Erzsébet Szilágyi potjecala je iz ugledne ugarske plemićke obitelji čije se prezime poklapa s imenom pokrajine Szilágyi u Ugarskoj.  Rodila mu je dva sina, Ladislava i Matiju, budućeg kralja.
Jankov otac, Vojk, uzeo je prezime Hunjadi kad mu je kralj Žigmund Luksemburški 1409. godine poklonio posjed i dvorac Vaydahunyad (rum. Hunedoara; njem. Eisenmarkt). Naslov Korvin prvi mu je nadjenuo životopisac njegova sina Matije.
Janko Hunjadi imao je starijeg brata, također Janka, severinskog bana (s kojim ga se često zamjenjuje), koji je umro oko 1440.
Sam Hunjadi širio je glasine da je on sin kralja Žigmunda, a vezu je činio Jankov otac, koji je dvadeset godina vjerno služio kralju. Ovu predaju obilato su koristili njegovi potomci u borbama za ugarsko prijestolje.

## Životopis

### Uspon Janka Hunjadija
Svoju vojnu karijeru Hunjadi je započeo u službi despota Stefana Lazarevića, možda u utvrdi Bešće, ali je ubrzo potom svoje usluge ponudio kralju Žigmundu.

### Hunjadi s kraljem Žigmundom i borba za prijestolje
Kao posebice sposoban vojnik, Hunjadi se iskazao u službi kralja Žigmunda od 1432. godine. Budući da je bio imućan, novčano je pomagao kralja u njegovim pohodima i pratio ga na svečanost krunidbe za cara Svetog Rimskog Carstva u Frankfurt 1410. godine. Sudjelovao je u husitskim ratovima 1420., u pohodu na Turke i oslobađanju Smedereva. Za svoje usluge dobio je u baštinu dosta zemlje i postao član kraljevskog vijeća.
Godine 1438., njemački kralj Albert II. dodijelio je Hunjadiju naslov bana Severina. Ovo područje na južnim granicama Ugarske bilo je omeđeno trima rijekama: Dravom, Savom i Dunavom, a kako je graničilo s Turskom, bilo je u stalnoj opasnosti od turskih upada. Tu je Hunjadi pobrao i najviše simpatija kršćanskoga svijeta, slavljen kao posljednja obrana od turske najezde s istoka i širenja Osmanskog Carstva.
Nakon iznenadne smrti kralja Alberta (1439.), Hunjadi, shvaćajući da je Ugarskoj potreban kralj koji ima snage za borbu protiv Osmanskog Carstva, zalagao se za mladog Vladislava Jagelovića Varnjenčika koji je vladao Poljskom kao Vladislav III., a Hrvatskom i Ugarskom kao Vladislav I. Time se Janko Hunjadi suprotstavio interesima moćnog Ulrika Celjskog, koji je podržavao Albertovu udovicu Elizabetu i njezina maloljetnog sina, Ladislava V. Posmrtnog, budućeg kralja Češke (Ladislav I.), Hrvatske (Ladislav IV.), Ugarske (Ladislav V.) i vojvode Austrije.
Poslije građanskog rata u kojem je premoć imala stranka Vladislava I.,  Hunjadi je za vjernu službu u povjerenim mu krajevima nagrađen upravom nad Beogradom s naslovom kapetana Beograda, i nad Erdeljem s naslovom namjesnika Erdelja. Ovaj posljednji naslov neko je vrijeme dijelio s Nikolom Iločkim.

## Bitke s Turcima
Janko Hunjadi često je sudjelovao u borbama protiv Turaka. U jesen 1441. upao je u Srbiju, a na povratku je svladao smederevskog sandžak-bega Izaka. Sljedeće 1442. godine potukao je u Erdelju Mezid-bega, a potom potisnuo Turke iz Vlaške, proslavivši pobjedu nad rumelijskim beglerbegom Šehabedinom na rijeci Jalomnici. 
Niz Hunjadijevih pobjeda ulio je nadu u mogućnost konačnog oslobođenja od Turaka. Početkom 1443. sabor u Budimu odobrio je pokretanje križarskog pohoda. Nakon opsežnih priprema, u jesen 1443. kršćanska vojska pod zapovjedništvom kralja Vladislava, Janka Hunjadija i despota Đurđa Brankovića prešla je preko Dunava u Srbiju, te je tako počeo Dugi rat. U prvom sukobu, između grada Bovna kod Aleksinca i Niša, potučen je rumelijski beglerbeg Kasim, a potom je prodor nastavljen preko Niša i Pirota sve do Sofije. Daljnje napredovanje onemogućila je velika hladnoća, nestašica hrane i jak turski otpor, pa se iznemogla vojska povlačila preko Srbije i tek u veljači 1444. ušla u Budim. 
Tijekom proljeća i ljeta 1444. vođeni su mirovni pregovori s Turcima koji su završeni krajem srpnja u Segedinu. Despot Đurađ Branković, kako bi osigurao potpisivanje mirovnog sporazuma, potkupio je Hunjadija darujući mu grad Vilagoš. Poslije toga Ugarska je primila sultanovu ponudu i Hunjadi je prihvatio, u kraljevo ime, mirovni ugovor. Međutim, papin legat kardinal Cesarini poticao je mladog kralja na nastavak rata sve do istjerivanja Turaka. Po njegovu tumačenju, mir sklopljen s nevjernicima nije bio pravovaljan, čime je Vladislav bio oslobođen položene prisege.

### Bitka kod Varne
Dva dana po potpisivanju primirja, kralj Vladislav raskinuo je sporazum, u čemu ga je podržao Cesarini pod izgovorom da sporazum stupa na snagu samo ako ga prihvati papa. U Hrvatskoj i Ugarskoj raslo je raspoloženje za rat, a poticano je glasovima da će se mletačka flota suprotstaviti turskoj vojsci na Bosporu. Ipak, skupljeno je mnogo manje vojske i sredstava nego u prethodnom ratu. Uz to, despot Đurađ Branković odbio se priključiti križarima procjenjujući da su pohod iz 1443. i sklopljeni sporazum predstavljali najveći tada mogući uspjeh.
U drugoj polovici rujna 1444., kralj Vladislav krenuo je u rat pregazivši Dunav kod Oršave i nastavio kroz Bugarsku prema Varni. Iz Azije, preko Jedrena, prema Varni hitao je Murat II., te je 10. studenoga uvjerljivo potukao križare. 
U bitki su poginuli mladi kralj Vladislav III. i kardinal Julijan Cesarini. Prema nekim tadašnjim izvorima, Janko je posredno kriv za Vladislavljevu smrt jer ga je poticao da mladenački nesmotreno dokazuje svoje junaštvo. Naime, kralj je s malom skupinom ljudi jurnuo u janjičarske postrojbe gdje je, okružen neprijateljima, pao s konja i potom odmah ubijen. Različite vijesti o Vladislavovoj pogibiji doprinijele su brzom razvoju legendi.
Janko se nakon Vladislavove smrti povukao prema Vlaškoj, ali ga je prilikom bijega uhvatio vlaški vojvoda Drakul i bacio u tamnicu. Janko je ubrzo oslobođen posredovanjem ugarskih staleža, te je energično počeo pripremati odgovor za poraz na Varni.
Po pobjedi na Varni, Murat II. povukao se u Anatoliju predavši prijestolje sinu Mehmedu, kasnije nazvanom Mehmed Osvajač.

## Hunjadi kao regent Mađarske
U veljači 1445. godine u Stolnom Biogradu (Székesfehérvár), a onda i krajem travnja u Pešti, sastao se sabor Hrvatsko-ugarskoga kraljevstva na kojem je valjalo riješiti pitanje nasljedstva, ali i poduzeti mjere za obranu od Turaka. Stvorena je privremena uprava od pet kapetana, među kojima je bio i Hunjadi kao kapetan Erdelja i četiriju županija.
Tijekom 1445. godine Hunjadi je nastavio pohode protiv Turaka stigavši do Nikopolja, potisnuo je vlaškog vojvodu Vlada II. Drakula i na njegovo mjesto postavio pretendenta Dana II. U međuvremenu, zbog snažnih unutarnjih previranja, privremena je uprava odredila Hunjadija za regenta, a 5. lipnja 1446. godine, u ime Ladislava V. Posmrtnog, proglasila ga je i upraviteljem Hrvatsko-ugarskog kraljevstva (lat. Regni gubernator).
Hunjadijev prvi potez kao regenta bio je pohod protiv njemačkog kralja Fridrika III., koji je odbio osloboditi Ladislava V. Nakon pustošenja Štajerske, Kranjske i Koruške te prijetnje Beču, Hunjadija su problemi u drugim krajevima natjerali na sklapanje dvogodišnjeg primirja s Fridrikom.
Od pape Nikole V. 1448. godine dobio je zlatni lanac i naslov kneza, te je odmah obnovio neprijateljstva s Turcima. Najprije je krenuo na Kosovo gdje se imao sukobiti s turskim snagama. Ova, Druga kosovska bitka trajala je dva dana od 7. do 10. listopada 1448. Po predaji, Hunjadi je izgubio bitku zahvaljujući izdaji Dana II., prijestolonasljednika Vlaške, i Đurđa Brankovića koji su presreli Hunjadijeve saveznike, što ih je predvodio Kastriot (Skanderbeg Gjergj Kastrioti), i onemogućili ih u nakani da se spoje, tako da je malobrojna Hunjadijeva vojska izgubila drugu bitku na Kosovu. U tom boju poginuo je Jankov nećak Sekula. Kako je na svom putu za Kosovo kršćanska vojska pljačkala po Srbiji, Hunjadija je u povratku zarobio despot Đurađ Branković koji je zahtijevao da mu se nadoknadi šteta. Hunjadi je zatvoren u Smederevu sve dok nije plaćena visoka otkupnina. Nakon oslobađanja, izgladio je razmirice u državi i poveo osvetnički pohod protiv Brankovića, kojega je i porazio, te mu nametnuo teške uvjete mira. O tome govori najstarija bugaršćica Tamnovanje vojevode Janka koja je zapisana 1. lipnja 1497. kod moliških Hrvata.
Godine 1450., Hunjadi je otišao u Požun (današnja Bratislava), tadašnju prijestolnicu Hrvatsko-ugarskog kraljevstva, kako bi s Fridrikom III. dogovorio puštanje Ladislava V., no bez uspjeha. Hunjadijevi politički neprijatelji optužili su ga da želi potpuno preuzeti vlast. Kako bi dokazao svoje dobre namjere, odrekao se vlasti i naslova regenta. Po povratku u Ugarsku 1453. godine, oslobođeni kralj Ladislav imenovao je Hunjadija grofom Bistričkim i generalnim kapetanom kraljevstva, a u grb su mu, uz već postojeće gavrane (lat. corvus), pridodani i bistrički lavovi.

### Beogradska bitka i smrt
U međuvremenu se ponovno pogoršalo stanje na istoku kraljevstva. Nakon pada Carigrada, 1453. godine, Mehmed II. opet se okrenuo Balkanu. 
Prva bitka odigrala se kod Kruševca 1454. godine, kad je Hunjadi strahovito porazio Feriz bega te se time još jednom dokazao kao uspješan vojskovođa. 
Poučen time, sultan Mehmed opremio je ogromnu vojsku pojačanu ratnim brodovima. Prvi cilj Turaka bio je Beograd. Hunjadi je odmah krenuo za Beograd kako bi ga pripremio za obranu. Obranu je sam financirao, utvrdio grad i zapovjedništvo ostavio svom šogoru Mihaelu Szilágyiju i svom starijem sinu Ladislavu Hunjadiju (László Hunyadi), dok je on u međuvremenu otišao pripremiti flotu od dvije stotine brodova. Dan II., u međuvremenu je vodio prootomansku politiku i Janko Hunjadi je protiv njega poslao novog pretendenta na vlaško prijestolje, Vlada III. Drakulu. Kršćani su se sa svih strana, predvođeni slavnim franjevačkim propovjednikom Ivanom Kapistranom, s i bez oružja, sabrali kako bi zajedničkim snagama odbili pošast s istoka.
Bitka na Dunavu odigrala se 14. srpnja 1456. godine, a križarske snage brojale su oko 60.000 vojnika  Turska flota je poražena. Nizali su se i uspjesi na kopnu tako da je Hunjadi već 22. srpnja 1456. okupio četu križara koju su činili profesionalni vojnici, građani, seljaci i franjevci na čelu sa svecem Rimokatoličke crkve, franjevcem Ivanom Kapistranom. Smion izlet iz Beograda završio je osvajanjem turskoga topništva i pljačkom sultanova logora. I sam Mehmed osobno se, na čelu svoje pratnje, upustio u bitku, ali je, nakon što je ranjen u bedro, zapovjedio povlačenje.     Ovom pobjedom Janko Hunjadi osigurao je mir na jugoistočnim granicama Ugarske za sljedećih 70 godina. 
Papa Kalist III. u vrijeme priprema za bitku kod Beograda po predaji je odredio da svakog dana u podne zvone zvona na kršćanskim crkvama pozivajući na molitvu za dobar ishod bitke i pobjedu nad Turcima. To bi bio razlog zašto i danas kršćanske crkve ( katoličke i protestantske) zvone u podne i pozivaju vjernike na molitvu.
Tri tjedna nakon pobjede, poradi velikog broja nepokopanih tijela u okolici Beograda, izbila je kuga u logoru Hunjadijeve vojske. Hunjadi je umro na grudima Ivana Kapistrana 11. kolovoza 1456. godine u Zemunu. Njegov suborac Ivan Kapistran umro je 28. listopada 1456. godine. Relikvije svetoga Ivana Kapistrana počivaju u samostanu u Iloku. Kasnije su njegovi ostaci preneseni u katedralu u Stolnom Biogradu i položeni uz njegova starijeg brata.
Istok slavi Preobraženje Isusovo od 7. stoljeća. Zapadna crkva unijela ga je u svoj kalendar tek 1457. godine, i to u slavu pobjede kršćanske vojske nad Turcima kod Beograda. Zaslužni za tu pobjedu nad Turcima bili su Janko Hunjadi i Ivan Kapistran čime su zaustavili prodor Turaka ka sjeveru. Obojica su kratko nakon pobjede umrli, prvi u Zemunu, a drugi u Iloku.

## Značenje
Zbog svoje izuzetno mudre politike, privrženosti kršćanstvu i vojnih uspjeha postao je čašćen u cijelom kraljevstvu kao zaštitnik slabih, bez obzira na narodnost, a svi su ga počeli prihvaćati kao vlastitog junaka.
U Rumunjskoj osobito naglašavaju njegov život u Vlaškoj i njegovo tamošnje porijeklo, ne spominjući posebno njegove uspjehe i zasluge u drugim krajevima. Hunjadi je imao važnu ulogu prilikom dolaska na vlast Stjepana III. i Vlada III. Vlaškog.
Prema srpskim i nekim hrvatskim narodnim predajama, od kojih su neke poznate u zapisima od 17. stoljeća pa nadalje, Janko, nazivan i Sibinjanin Janko prikazan je kao sin despota Stefana Lazarevića (1377. – 1427.). Naime, u različitim inačicama, budimska, sibinjska odnosno grčka gospoda, zadivljena plemenitim izgledom despotovim, poželjela su od njega potomstvo, pa su mu kao gostu nudili svoje kćeri. Tako su rođeni Janko i Jana, ili Janko i Rude, u drugoj varijanti. Jana ili Rude su majke Jankovog epskog bratića Sekule, povijesnog Ivana Sekelja, slavonskoga bana, koji je poginuo u drugoj bitci na Kosovu 1448. godine. Prema teoriji iz 19. stoljeća Jankov djed Srb (spominje se kao Serb; Sorb; Serbe) bio je podrijetlom iz Srbije,  no ova teza nije potvrđena izvornim podacima. Spominje se da je Jankov djed imao tri sina – Vojka, (Jankov otac), Magosa i Radola.
U vojničkom smislu Janko Hunjadi također je ostavio značane tragove, jer je uz ustaljene glomazne srednjovjekovne postrojbe, koristio i male, brze jedinice koje su unosile paniku među neprijatelje. Usto, shvatio je nepouzdanost feudalnih vojski te se oslanjao na dobro opremljene i uvježbane odrede najamnika. Zahvaljujući iskustvu iz husitskih ratova i ratova s Turcima, uspješno je koristio kombinaciju tradicionalno naoružane konjice i ukopana pješaštva naoružana vatrenim oružjem.
Premda je ostao nepismen skoro do kraja života, njegove diplomatske, taktičke i sveukupne vojne sposobnosti omogućile su uspješno upravljanje zemljom. Nakon njegove smrti papa Kalist III., osvrćući se na Hunjadijevu borbu protiv osmanske opasnosti, izjavio je: „Jedno od svjetlila kršćanstva ugasilo se.“